# Kali Sara

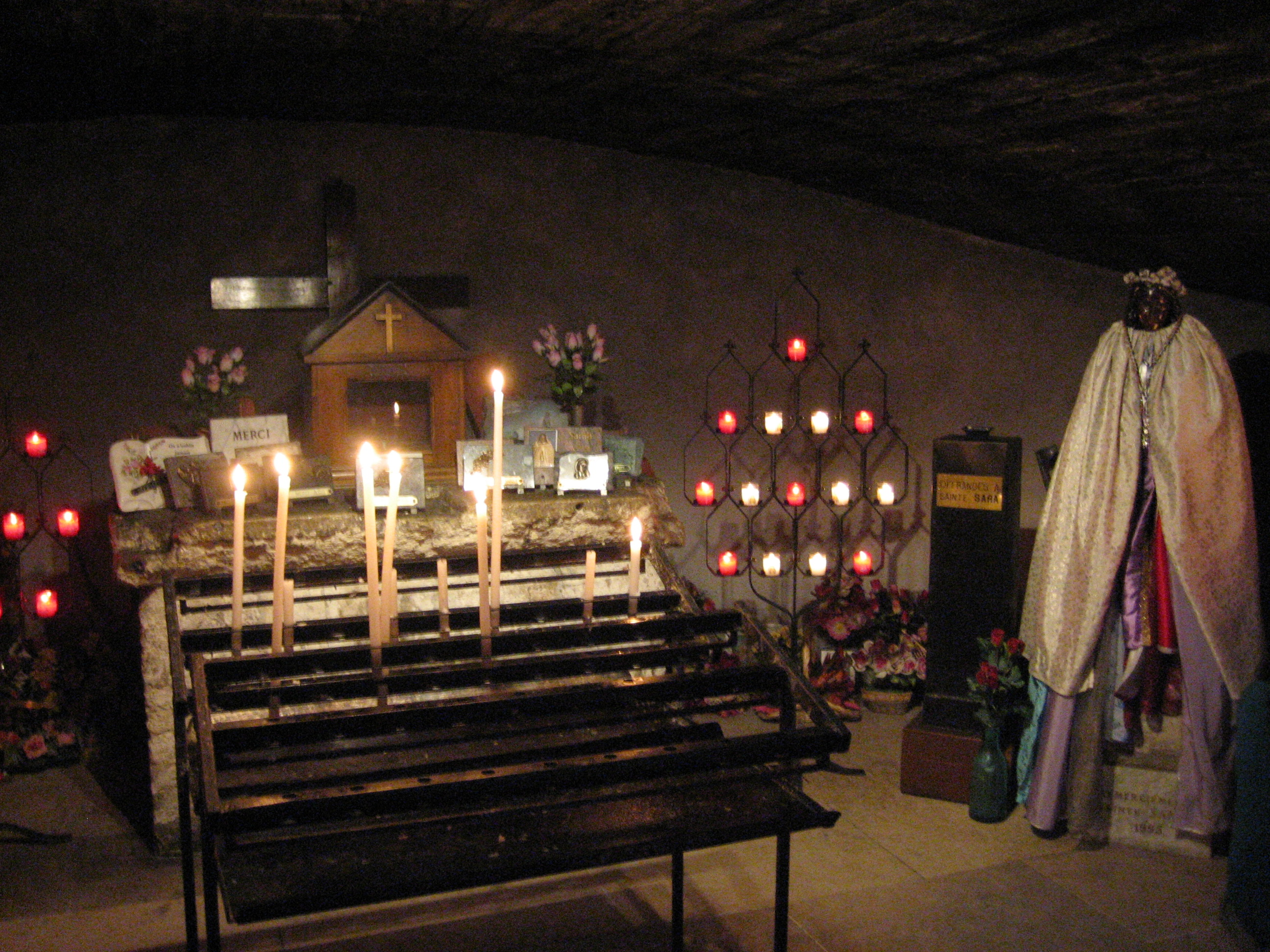
A szobor a templom kriptájában.

Kali Sara, Saint Sara magyarul Fekete Sára vagy Szent Sára a cigányok védőszentje. Hivatalosan nem avatták sem szentté, sem boldoggá, de a cigányok közt tiszteletének mégis nagy kultusza alakult ki, amit a Vatikán is engedélyez.

## Legendája
Maria-Jacobé és Maria-Salome – az előbbi az ifjabb, utóbbi az idősebb Jakab apostol édesanyja – tanúi voltak Krisztus kereszthalálának és feltámadásának. Az első keresztényüldözés idején menekülniük kellett a Szentföldről. Tengerre szálltak és viharos tengeri utazás, majd egy csodás megmenekülést követően a mai Franciaország területén, Provence-ban értek partot. Az ő tiszteletükre nevezik a települést Saintes-Maries-de-la-Mer-nek.
A legenda egyik változata szerint Kali Sara a két Mária egyiptomi szolgálólánya volt. Egy állítólagos apokrif evangélium szerint ő is tanúja volt a feltámadásnak, és a legelső megtért keresztények közé tartozik. A legenda ezen változata szerint együtt érkezett meg a két Máriával Provence-ba.
A másik változat szerint Kali Sara egy cigánylány volt, akinek a karavánja éppen errefelé táborozott. Amikor a két Mária hajója a part közelében elsüllyedt, ő mentette ki őket a vízből.

## Kultusza
A két Máriának a tisztelete hosszabb időre nyúlik vissza. A templomban (Saint-Maries-de-la-Meerben (Provance, Franciaország), őrzik ereklyéjüket, kegyszobruk tiszteletnek örvend, melyet minden év május 24-én ünnepélyes körmenetben a tengerpartig visznek.
Erre a hagyományra épült rá Kali Sara tisztelete is az 1930-as évektől kezdődően. Bár hivatalosan sem szentté, sem boldoggá nem avatták - fel sem merült, hogy az eljárást megindítsák - a római katolikus egyház engedélyezte, sőt támogatta kibontakozó kultuszát, mert a cigánypasztoráció egyik hathatós eszközét látta benne.
A búcsú május 24-én kezdődik, de a cigányok már napokkal ezelőtt megérkeznek az európai kontinens szinte minden részéről. Nagy számban jelennek meg a ma is vándorló életmódot folytató nagycsaládok, karavánok. A vallásos áhítat mellett ez fontos társadalmi esemény is. Rég nem látott rokonok, ismerősök találkoznak ilyenkor egymással, alkalom nyílik üzletek kötésére, házasságok megbeszélésére, lánykérésre. Sokan gyermekeik keresztelését is erre az alkalomra időzítik. Vannak akik kihasználva az alkalmat a turisták szórakoztatásával, jellegzetesen „cigányos” emléktárgyak eladásával, zenével, tánccal, jóslással próbálnak jövedelmet szerezni. Mindezek mellett a táborhelyeken, az utcákon, kávéházakban folyamatosak a rögtönzött zenés-táncos mulatságok, napszaktól függetlenül.
Kali Sara tisztelete két részből áll. Először az érkezők családonként, kisebb csoportokban mennek a kriptában elhelyezett kegyszoborhoz. Ott gyertyát gyújtanak, ráterítik a szoborra az ajándékba hozott díszes palástot, vagy más ruhadarabot, rárakják a fejdíszt. Az is előfordul, hogy walkmant kap Kali Sara a hívőktől. A szobornál imádkoznak, nem ritkán énekelve, vagy csak zeneszóval tartanak áhítatot.
Másnap kerül sor az ünnepi körmenetre. Ilyenkor a közös templomi imádság után megy a körmenet a tengerig a két Mária, illetve Kali Sara szobrával. A provanszálok kisebb csoportja a Máriák szobrát követi, a romák népes tábora pedig Sáráét. Kali Sarát beviszik a tenger vizébe, és megfürdetik. Az európai népi vallásosságban erre nincsen példa, annál több párhuzam van viszont Indiában. A szoborral együtt a romák is rituális fürdőt vesznek a tenger vizében.
Az esemény után a búcsú még néhány napig a szokásos mulatozással telik. Évente körülbelül tízezer roma zarándok érkezik erre az eseményre, nem csak római katolikusok, hanem más felekezetbéliek is.
Kali Sara kultusza áthatja a roma kultúra más területeit is. Imák, dalok, versek íródnak hozzá, festmények és más műalkotások készülnek róla, legendáját színpadra vitték stb.

## Külső hivatkozások
- Zenés áhítat Kali Sara szobránál (részlet a Latcho drom c. filmből, 3 p.)
- Kali Sara köszöntése (amatőrfilm, 5 p.)
- Kali Sara búcsúja (szerkesztett rövidfilm, 10 p.)
- Kali Sara búcsúja (amatőrfilm 10 p)
- Fényképes-zenés beszámoló Kali Sara búcsújáról 5 p.
- Kali Sara legendája. Színpadi táncjáték. 7 p.
- Néhány fénykép a szobrokról
- Művészi grafika Kali Sararól
- "Sara csigaházban" textilalkotás

## Cigány tematikájú összefoglaló szócikkek
- Cigány irodalom
- Cigány népcsoportok
- Cigány nyelv
- Cigányok
- Cigány nemzeti jelképek
- Cigány ünnepek